# Dipartimento di Santa María (Córdoba)
Santa María è un dipartimento argentino, situato nella parte centrale della provincia di Córdoba, con capoluogo Alta Gracia.

## Geografia fisica
Esso confina a nord con i dipartimenti di Colón e Capital, ad est con quello di Río Segundo, a sud con i dipartimenti di Tercero Arriba e Calamuchita, ad ovest con i dipartimenti di San Alberto e Punilla.
Il dipartimento è suddiviso nelle seguenti pedanie: Alta Gracia, Caceros, Calera, Cosme, Lagunilla, Potrero de Garay, San Antonio e San Isidro.

## Società

### Evoluzione demografica
Secondo il censimento del 2001, su un territorio di 3.427 km², la popolazione ammontava a 86.083 abitanti, con un aumento demografico del 23,91% rispetto al censimento del 1991.

## Amministrazione
Nel 2001 il dipartimento comprendeva:
- 19 comuni (comunas in spagnolo):
  - Anisacate
  - Bouwer
  - Dique Chico
  - Falda del Carmen
  - La Cumbrecita
  - La Paisanita
  - La Rancherita
  - La Serranita
  - Los Cedros
  - Potrero de Garay
  - Rafael García
  - San Clemente
  - Valle de Anisacate
  - Villa Ciudad de América
  - Villa del Prado
  - Villa La Bolsa
  - Villa Los Aromos
  - Villa Parque Santa Ana
  - Villa San Isidro
- 6 municipalità (municipios in spagnolo):
  - Alta Gracia
  - Despeñaderos
  - Lozada
  - Malagueño
  - Monte Ralo
  - Toledo